# Viezstraße

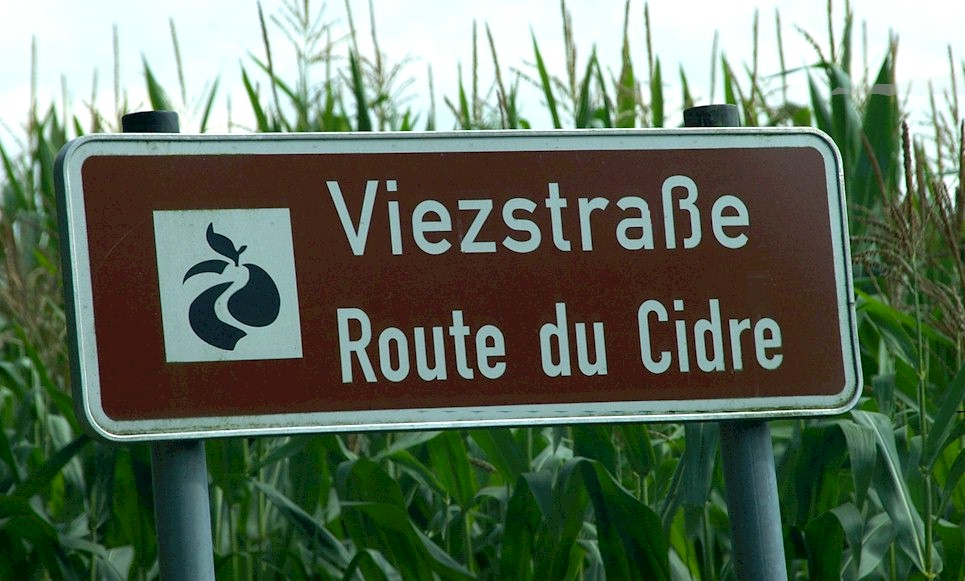
Hinweistafel an der Viezstraße

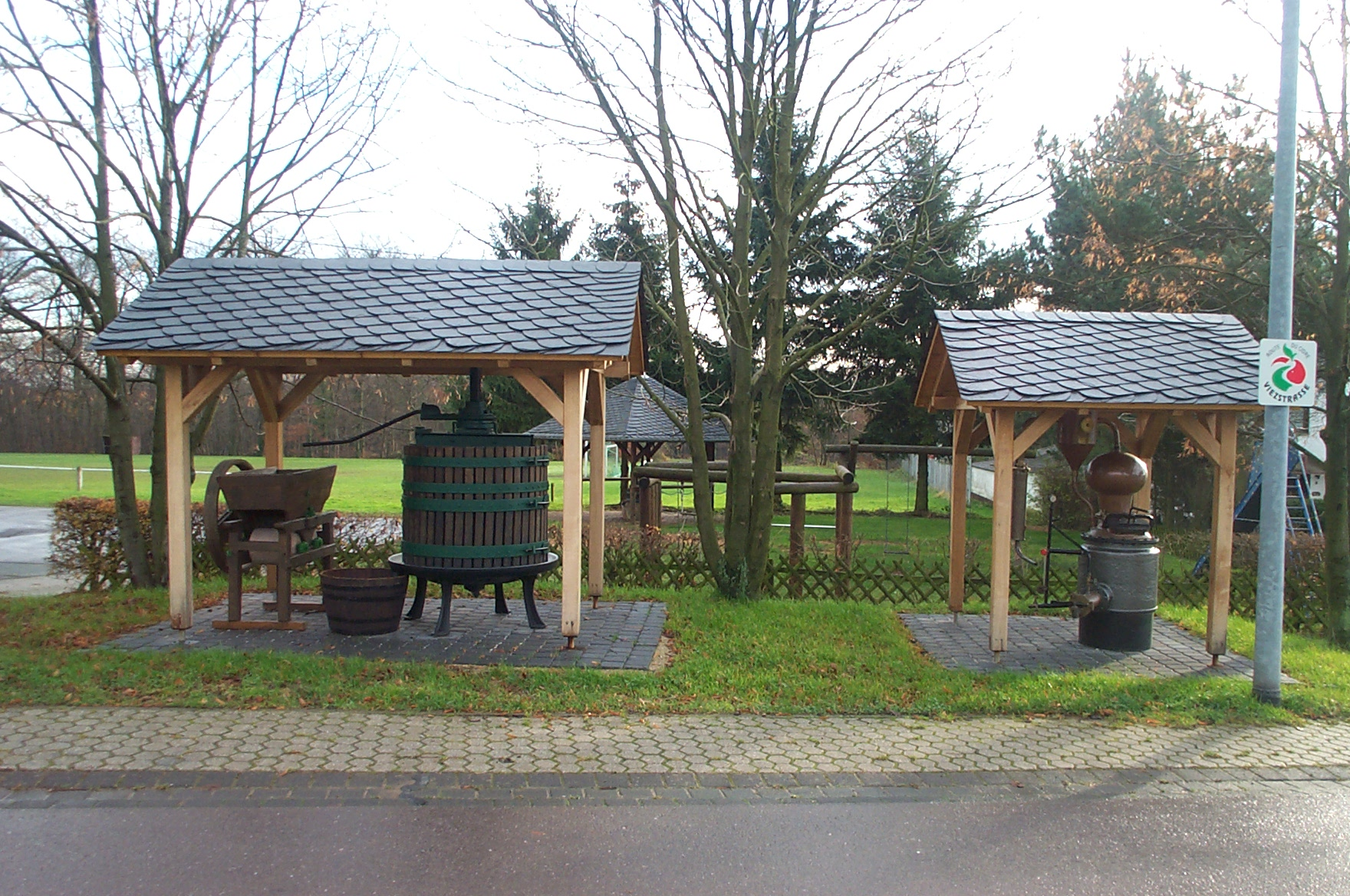
Kelterstation am Jakobushaus in Fisch / Saargau

Die Viezstraße ist eine Ferienstraße, benannt nach dem traditionellen Getränk Viez, wie Apfelwein in der Saargauregion bezeichnet wird. Sie führt von Merzig an der Saar über den Saarlouiser Gau und das Saarburger Land bis in die Moselstadt Trier. Die rund 175 km lange Viezstraße wird von landschaftsprägenden Streuobstwiesen gesäumt.
Initiiert wurde die Viezstraße 1997 von der damaligen Landtagsabgeordneten Irmtraud Engeldinger, Gründerin des Vereins Viezstraße e.V., der sich um die praktische Umsetzung von Veranstaltungen an der Strecke kümmert.

## Verlauf
Trier – Konz – Saarburger Land – Saarlouiser Gau – Merzig.
Die Landschaft, durch die die Viezstraße führt, ist eine alte, bereits zur Keltenzeit besiedelte Kulturlandschaft. Sie liegt an der Grenze zu Frankreich im Naturpark Saar-Hunsrück. Der Saargau nimmt den Höhenrücken zwischen Saar und Mosel ein, von Merzig und Saarlouis im Süden über das Saarburger Land bis vor die Tore Triers im Norden, wo Saar und Mosel zusammenfließen.

## Getränk  Viez
Apfelwein wird in den Saargaudörfern im Saarland und in Rheinland-Pfalz und der Region um Trier als Viez bezeichnet. Die Bezeichnung Viez ist wohl auf die Römer zurückzuführen, die in Ermangelung von Wein aus Trauben auf Apfelwein als Ersatz zurückgriffen, den sie „Vice-Vinum“ nannten. Früher hat in fast jedem Keller ein Fass mit selbstgemachtem Viez gelagert, ein wichtiges Getränk für die Wintermonate.
Viez wird traditionell trocken ausgebaut, hat einen Alkoholgehalt von 5 bis 7 Prozent aus und weist meist ein fein-säuerliches Aroma auf. Neben dem „einfachen“ Viez sind heute auch Viez-Spezialitäten, spritziger Cider, Secco oder Sekt in den Angeboten der Erzeugerbetriebe zu finden. Hergestellt wird Viez aus nuancenreichen Apfelsorten, manchmal gemischt mit Birnen, von den hochstämmigen Apfel- und Birnbäumen der Obstwiesen.

## Streuobstwiesen und Sortenvielfalt
Die Initiatoren der Viezstraße wollen mit ihren Aktivitäten dazu beitragen, dass dem traditionellen Getränk „Viez“ mehr Beachtung geschenkt wird. Damit verbunden ist das Anliegen des Vereins Viezstraße e.V., die vorhandenen Streuobstwiesen und die darauf zu findenden Obstsorten zu erhalten und neue Bäume zu pflanzen. Obstwiesen sollen auch in Zukunft ein prägendes landschaftliches Element des Saar-Mosel-Raums sein. Der Wert der Streuobstwiesen, ihre kulturhistorische Bedeutung, ihre große ökologische Wertigkeit und ihre positive Wirkung auf das Landschaftsbild sollen in die Öffentlichkeit getragen werden und es soll dafür geworben werden, die Obstwiesen zu pflegen und zu nutzen. Untrennbar mit dem Erhalt der Obstwiesen ist der Erhalt der Obstsortenvielfalt verbunden, die eine bedeutende Genressource darstellt. Im Saar-Mosel-Raum gibt es eine reiche Palette regionaler Apfelsorten. Gezüchtet werden meist Wirtschaftssorten, mit guten Eigenschaften für die Apfelweinherstellung. Lokale Apfelsorten wie ‘Roter Trierer Weinapfel‘, ‘Moseleisenapfel‘, ‘Porzenapfel‘, ‘Erbachhofer Mostapfel‘, ‘Eifler Rambur‘ oder ‘Luxemburger Renette‘ sind verbreitet. Verbreitet sind auch lokale Mostbirnensorten wie ‘Pleiner Mostbirne‘ auch ‘Moseltrankbirne‘ genannt, ‘Kludderbirne‘, ‘Gute Graue‘, ‘Nelchesbirne‘ oder die recht häufig zu findende ‘Pastorenbirne‘.

## Träger der Viezstraße
Träger der Viezstraße ist der Verein Viezstraße e.V. in Zusammenarbeit mit den angrenzenden Landkreisen, Städten und Gemeinden. Informationen sind erhältlich in den Touristinfos von Merzig-Wadern, Saarlouis, Trier-Saarburg und Trier.